# 道成寺駅
道成寺駅（どうじょうじえき）は、和歌山県御坊市藤田町藤井にある、西日本旅客鉄道（JR西日本）紀勢本線（きのくに線）の駅である。
道成寺の最寄り駅であるが、道成寺そのものは隣の日高川町にある（徒歩5分）。

## 歴史
- 1930年（昭和5年）12月14日：国鉄紀勢西線の駅として開業する[1][2]。
- 1932年（昭和7年）11月11日：貨物の取り扱いを開始[2]。
- 1959年（昭和34年）7月15日：現在の紀勢本線が全通、紀勢本線所属となる[1]。
- 1971年（昭和46年）10月1日：貨物の取り扱いを廃止[2]。
- 1978年（昭和53年）4月1日：荷物扱い廃止[2]。
- 1985年（昭和60年）3月14日：無人化[3]。
- 1987年（昭和62年）4月1日：国鉄分割民営化に伴い、西日本旅客鉄道（JR西日本）の駅となる[1][2]。
- 2020年（令和2年）3月14日：ICカード「ICOCA」の利用が可能となる[4]。

## 駅構造

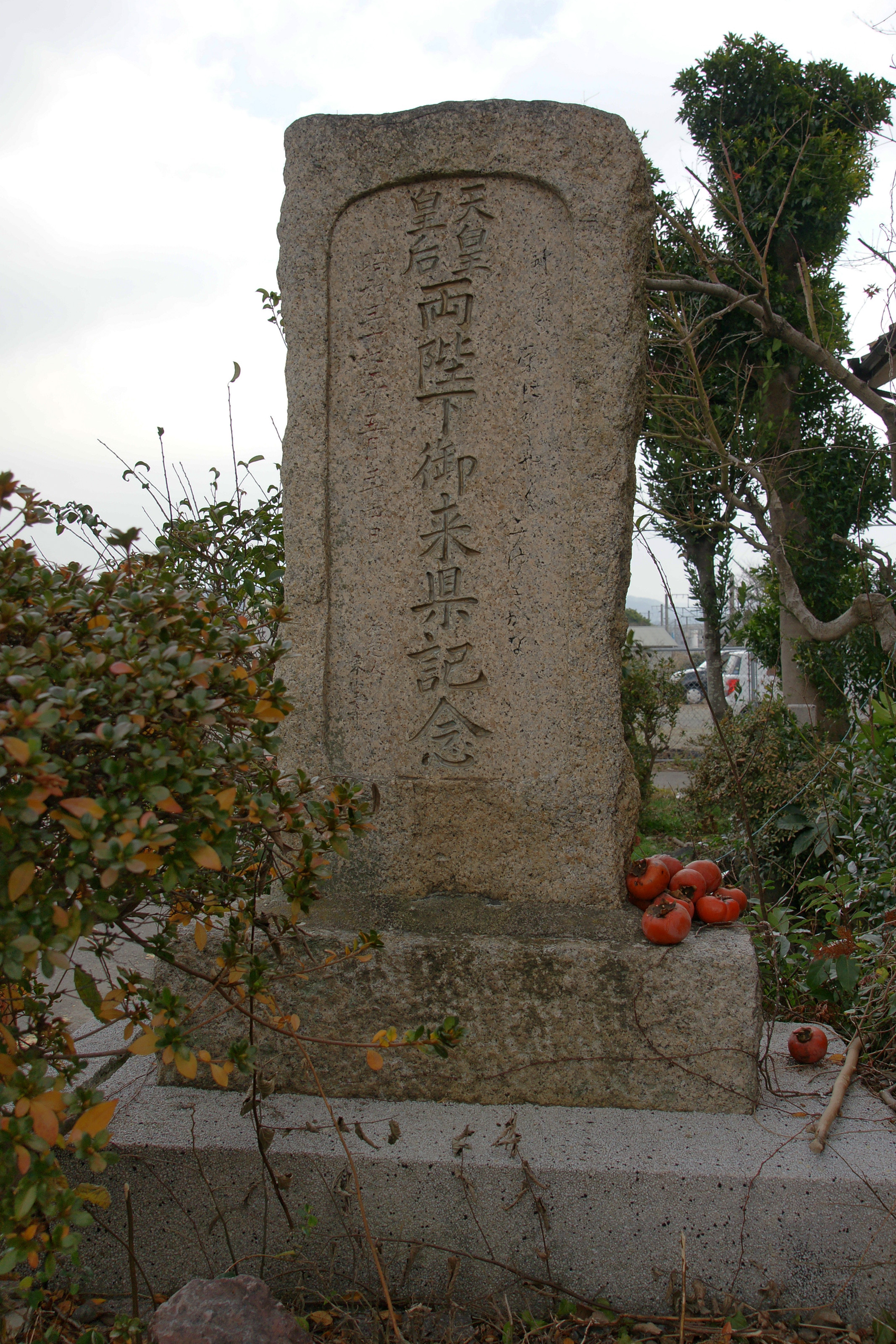
駅舎入口横の天皇皇后来県記念の石碑

相対式ホーム2面2線を有する地上駅。分岐器や絶対信号機を持たないため、停留所に分類される。紀伊田辺方面行きホーム側に駅舎があり、反対側の御坊・和歌山方面行きホームへは跨線橋で連絡している。駅舎は古い木造で、自動券売機は設けられていない。ICOCAのチャージも出来ない。ホームのかさ上げが行われ列車との段差が解消されている。
紀伊田辺駅が管理する無人駅であり、利用客は少ない。毎年4月27日は道成寺で鐘供養会式が催されると以前は御坊駅から駅員が派遣され、切符の回収・発券作業などを行っていた（無人化後）。トイレは、現在は使用できない。　

### のりば
| のりば | 路線       | 行先               |
| ------ | ---------- | ------------------ |
| 1      | きのくに線 | 紀伊田辺・新宮方面 |
| 2      | きのくに線 | 和歌山・天王寺方面 |

- 上表の路線名は旅客案内上の名称（愛称）で表記している。

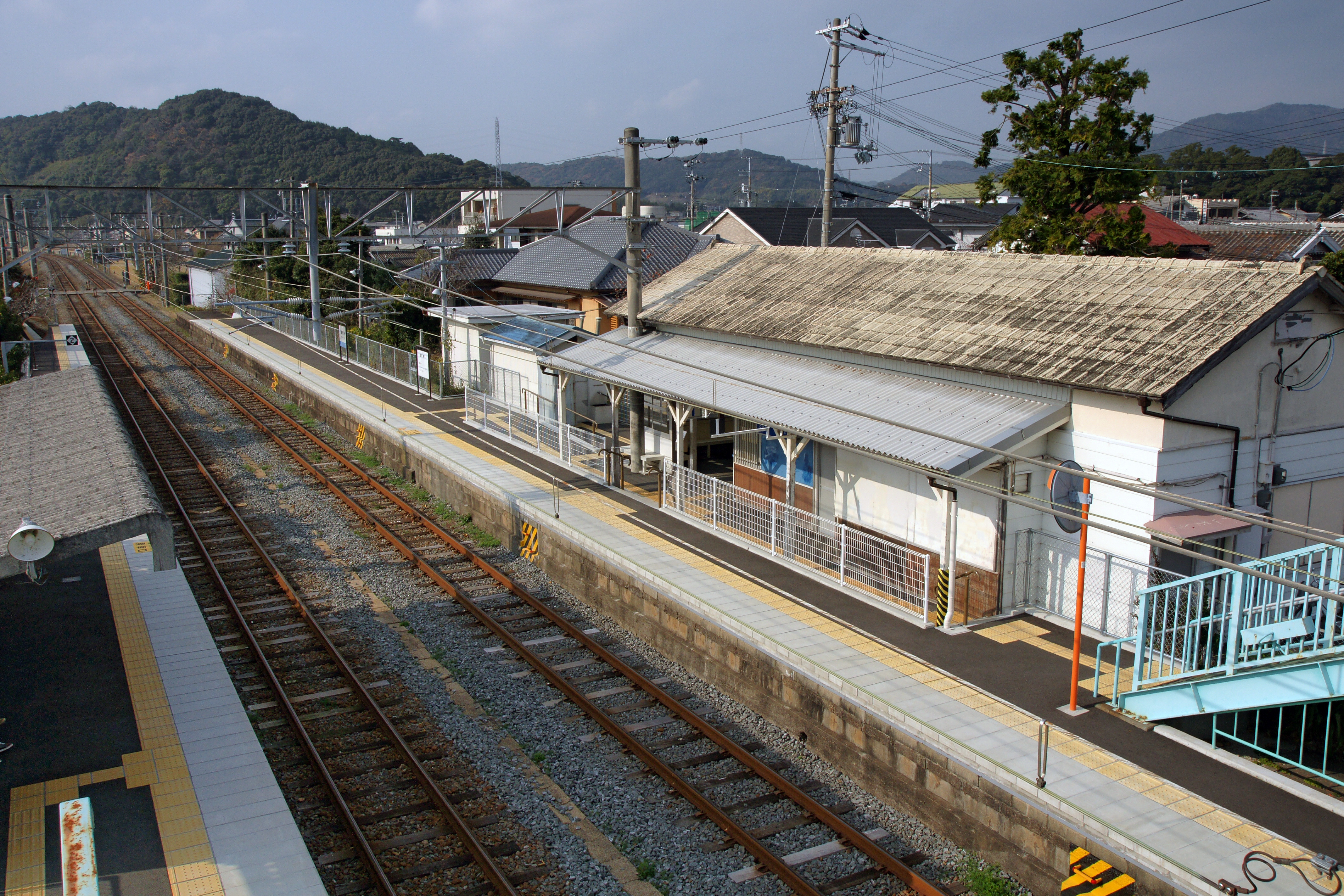
ホーム（跨線橋から・2008年12月）
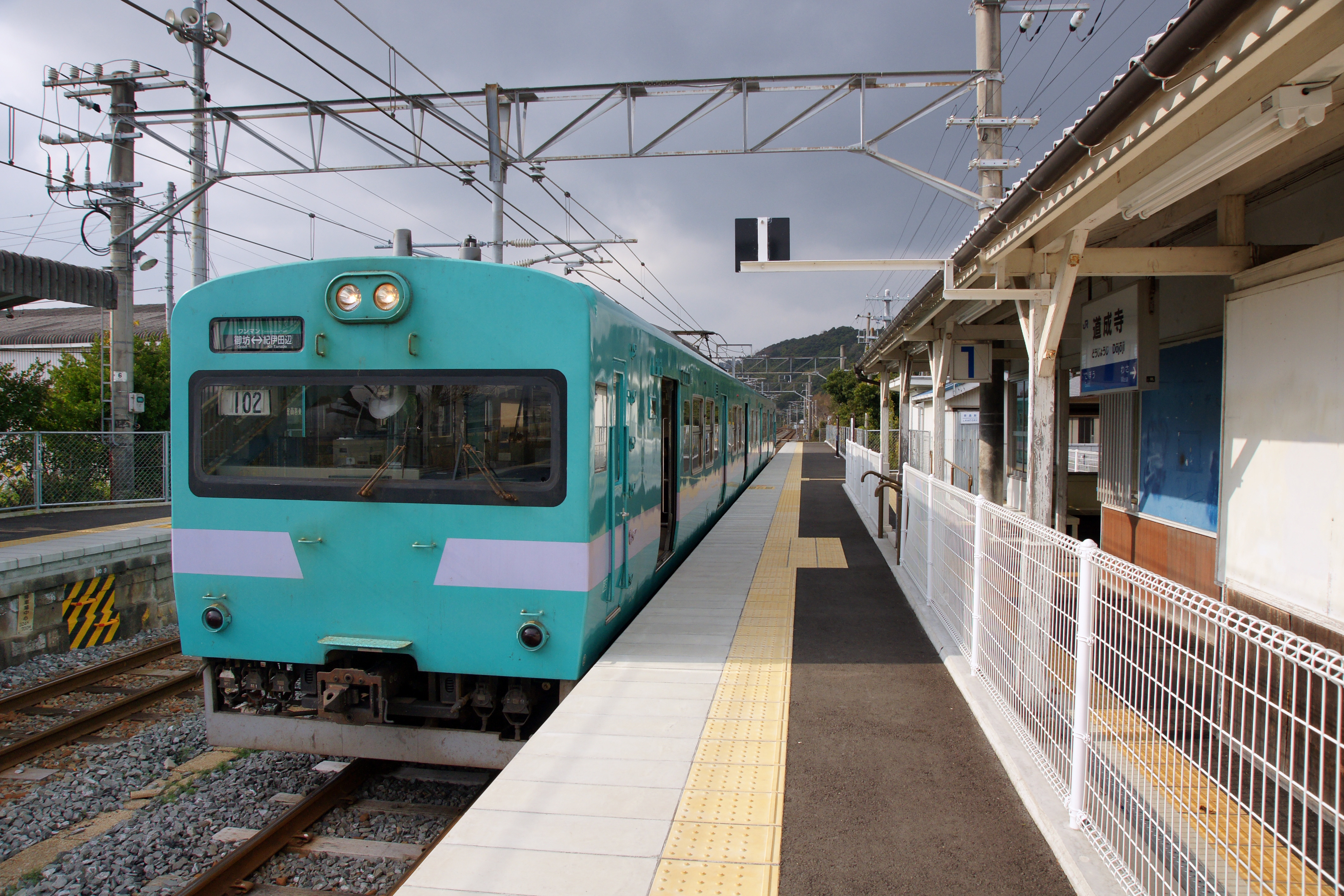
ホーム（2008年12月）
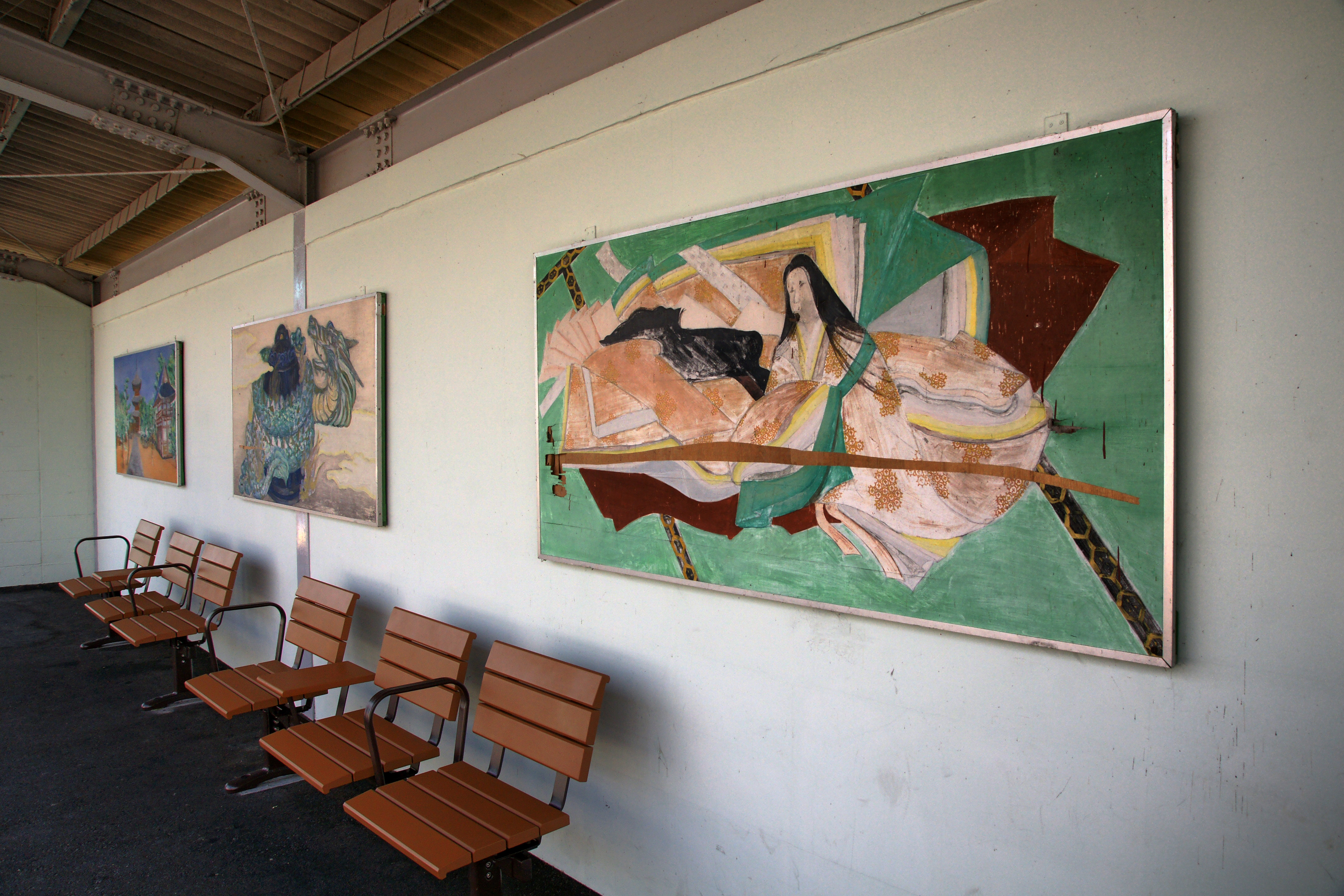
ホームの安珍・清姫伝説のパネル  （2018年7月）

## 利用状況
近年の1日平均乗車人員は以下の通り。
| 年度   | 1日平均 乗車人員 |
| ------ | ---------------- |
| 1998年 | 119              |
| 1999年 | 103              |
| 2000年 | 100              |
| 2001年 | 100              |
| 2002年 | 96               |
| 2003年 | 111              |
| 2004年 | 107              |
| 2005年 | 98               |
| 2006年 | 104              |
| 2007年 | 105              |
| 2008年 | 109              |
| 2009年 | 100              |
| 2010年 | 94               |
| 2011年 | 95               |
| 2012年 | 95               |
| 2013年 | 103              |
| 2014年 | 102              |
| 2015年 | 102              |
| 2016年 | 93               |
| 2017年 | 92               |
| 2018年 | 82               |
| 2019年 | 80               |
| 2020年 | 67               |
| 2021年 | 67               |
| 2022年 | 67               |

## 駅周辺
- 道成寺
- 日高川
- 藤井郵便局
- 川辺土生簡易郵便局
- 御坊市立藤田小学校
- 御坊市日高川町組合立大成中学校
- 日高川町役場
- きのくに信用金庫道成寺支店
- Aコープかわべ
- 御坊インターチェンジ - 阪和自動車道、湯浅御坊道路
- 熊野御坊南海バス「道成寺駅」停留所 - 日高川線

## 隣の駅
西日本旅客鉄道（JR西日本）
 きのくに線（紀勢本線）
■快速・■普通
和佐駅 - 道成寺駅 - 御坊駅